# Czeczeninskaja
Czeczeninskaja (ros. Чеченинская) – wieś w Rosji, w rejonie wożegodskim obwodu wołogodzkiego. W 2010 r. liczyła 37 mieszkańców.